# أندرييفو
أندرييفو (بالروسية: Андреево) هي مدينة في مقاطعة فلاديمير أوبلاست في روسيا.